# Nemopoda cothurnata
Nemopoda cothurnata är en tvåvingeart som först beskrevs av Jacques-Marie-Frangile Bigot 1892.  Nemopoda cothurnata ingår i släktet Nemopoda och familjen bredmunsflugor.
Artens utbredningsområde är Elfenbenskusten. Inga underarter finns listade i Catalogue of Life.